# پارکام
پارکام (به انگلیسی: Parkham) یک روستا و محله مدنی در بریتانیا است که در Torridge واقع شده‌است.